# Astragalus polycladus
Astragalus polycladus là một loài thực vật có hoa trong họ Đậu. Loài này được Bureau & Franch. miêu tả khoa học đầu tiên.